# Gustav Ernesaks
Gustav Ernesaks (ur. 12 grudnia 1908 we wsi Perila w gminie Raasiku, zm. 24 stycznia 1993 w Tallinnie) – radziecki i estoński kompozytor, dyrygent i pedagog.

## Życiorys
Uczył się kompozycji w Konserwatorium Tallińskim, w którym w 1931 ukończył klasę pedagogiki, a w 1934 klasę kompozycji, później pracował w szkołach jako nauczyciel muzyki i jako dyrygent chórów, 1937-1941 wykładał na Wydziale Pedagogicznym w Konserwatorium Tallińskim. Podczas wojny ZSRR z Niemcami mieszkał w Jarosławiu, gdzie kierował zespołami artystycznymi, w 1944 założył Męski Chór Estonii (od 1952: Akademicki, a od 1989 Narodowy Męski Chór Estonii) i kierował nim do 1975. Jednocześnie w latach 1944–1946 był dziekanem i od 1945 profesorem Konserwatorium Tallińskiego. W 1944 skomponował muzykę do hymnu Estońskiej SRR. Poza tym komponował opery, kantaty, poematy symfoniczne i pieśni chóralne. 30 grudnia 1956 otrzymał tytuł Ludowego Artysty ZSRR. Był deputowanym do Rady Najwyższej ZSRR od 4 do 7 kadencji i członkiem Zarządu Związku Kompozytorów Estońskiej SRR. Został pochowany na Cmentarzu Metsakalmistu w Tallinnie.

## Odznaczenia i nagrody
- Order Estońskiego Czerwonego Krzyża IV Klasy (1939)[1]
- Medal Sierp i Młot Bohater Pracy Socjalistycznej (15 listopada 1974)
- Order Lenina (trzykrotnie - 1951, 1967 i 1974)
- Order Rewolucji Październikowej (11 grudnia 1978)
- Order Czerwonego Sztandaru Pracy (18 sierpnia 1946)
- Order Honoru (29 grudnia 1988)
- Order „Znak Honoru” (1965)
- Nagroda Stalinowska (dwukrotnie - 1947 i 1951)
- Nagroda Leninowska (1970)
- Nagroda Państwowa Estońskiej SRR (sześciokrotnie - 1947, 1948, 1949, 1950, 1959 i 1965)

I medale.